# 永定门公园
39°52′17″N 116°25′16″E / 39.87125°N 116.421243°E
永定门公园，位于北京市东城区、西城区。

## 简介
永定门公园是2004年9月建成的开放式带状公园，北起南纬路东口，南到永定门城楼，地处天坛、先农坛之间，南北长1000米。永定门内大街南段过去即如今公园内的御道，现在则在公园北端分为东、西两条道路，沿公园的东西两侧向南延伸至永定门城楼两侧。公园中间被一条横贯东西的横街截断，横街西对先农坛的先农坛门、东对天坛的圜丘门，该横街也是永定门内大街的一部分。永定门城楼是北京中轴线绿地南线的标志与起点，该公园因永定门而得名。按照行政区划，该公园分为东城园区、西城园区，分别属于东城区、西城区辖境，两个园区之间是位于北京中轴线上的御道。其中，东城园区受2007年初成立的永定门地区公园管理处管理，该管理处同时还管理永定门城楼南北广场、二十四节气公园、玉蜓公园。
永定门公园风格古朴自然，结合永定门城楼的复建以及文物保护进行了北京中轴线御道的修建，在西城园区绿地内的原址保留了观音寺，并迁建了佑圣寺。
观音寺是原址保留，原门牌号是永定门内大街7号，位于永定门城楼以北偏西，御道西侧，坐西南朝东北。清朝光绪二十一年兴建，属私建。原来占地面积4亩，共有房屋45间，泥塑三士菩萨像3尊，铁磬铁钟大鼓各1件。如今，该寺保存正殿三间，南北配殿各三间，没有围墙，正殿前的北侧有石碑一通。
佑圣寺原址门牌号是永定门内大街11号，位于永定门城楼以西偏北，先农坛东南角的东南侧。在兴建该公园时，将佑圣寺迁建到观音寺北侧，御道西侧，坐西朝东。明朝万历三十二年兴建，属私建。原来占地面积南北7.9丈，东西21.2丈，共有房屋46间，泥像一尊，铁香炉一个，铁钟一口，石碑三座。如今，该寺有山门和两进大殿，每座大殿前都有南北配殿各一座，寺院四周有院墙。佑圣寺是西城区普查登记文物。
永定门公园内，沿着御道东西两侧对称分布有12个休憩广场，其中最北端的两个面积最大。东侧的每个广场中央有圆形地雕，地雕中央刻有篆书“敬天勤民”。西侧的每个广场中央有方形地雕，地雕中央刻有篆书“农桑为本”。在公园中部的横街南北两侧，御道西侧各有一座嘉量，御道东侧各有一座日晷，均为公园建成时新建。
永定门城楼北广场东北角，安放有一块中华昆仑玉原石，是目前中国国内最大的昆仑玉原石，为青海晶珠藏药集团联合青海昆玉集团在2009年中华人民共和国成立60年之际运抵北京捐给国家。